# شونسوكي فوجيكاوا
شونسوكي فوجيكاوا (باليابانية: 藤川俊介؛ بالكانا: ふじかわ しゅんすけ) هو لاعب كرة قاعدة ياباني، ولد في 17 أغسطس 1987 في کیسن ‏ في اليابان.

## وصلات خارجية
- شونسوكي فوجيكاوا على موقع الدوري الياباني لكرة القاعدة (الإنجليزية)
- شونسوكي فوجيكاوا على موقعبيزبول رفرنس.كوم (الدوري الثانوي) (الإنجليزية)